# سكوت بولوك
سكوت بولوك (بالإنجليزية: Scott Bulloch)‏ هو لاعب كرة قدم أسترالي، ولد في 13 أغسطس 1984 في لانارك ‏ في المملكة المتحدة. لعب مع نادي برث غلوري.

## وصلات خارجية
- سكوت بولوك على موقع قاعدة بيانات كرة القدم.إي يو (الإنجليزية)